# Ophrys fusca
Ophrys fusca is een Europese orchidee. De soort wordt ook wel 'bruine ophrys' genoemd, alhoewel die naam ondertussen op verschillende soorten van de Ophrys fusca-groep slaat. De plant wordt gekenmerkt door een bruine bloemlip die door een longitudinale groef in tweeën verdeeld is.
Het is een soort van het westelijke Middellandse Zeegebied.

## Naamgeving enetymologie
- Frans: Ophrys brun
- Duits: Braune Ragwurz

De botanische naam Ophrys stamt uit het Oudgrieks en betekent 'wenkbrauw', wat zou moeten slaan op de behaarde lip. De naam wordt reeds gebruikt door Plinius de oudere (23-79 v.Chr.) in zijn Naturalis Historia, alhoewel hij er waarschijnlijk een andere plant mee aanduidde. De soortaanduiding fusca betekent 'somber' en refereert aan weinig kleurrijke bloemen.

## Kenmerken

### Plant
Ophrys fusca is een overblijvende, niet-winterharde geofyt. Het is een kleine (maximaal 25 cm), forse plant met twee tot tien grote, weinig opvallende groen en bruine bloemen in een korte, dichtbebloemde aar.

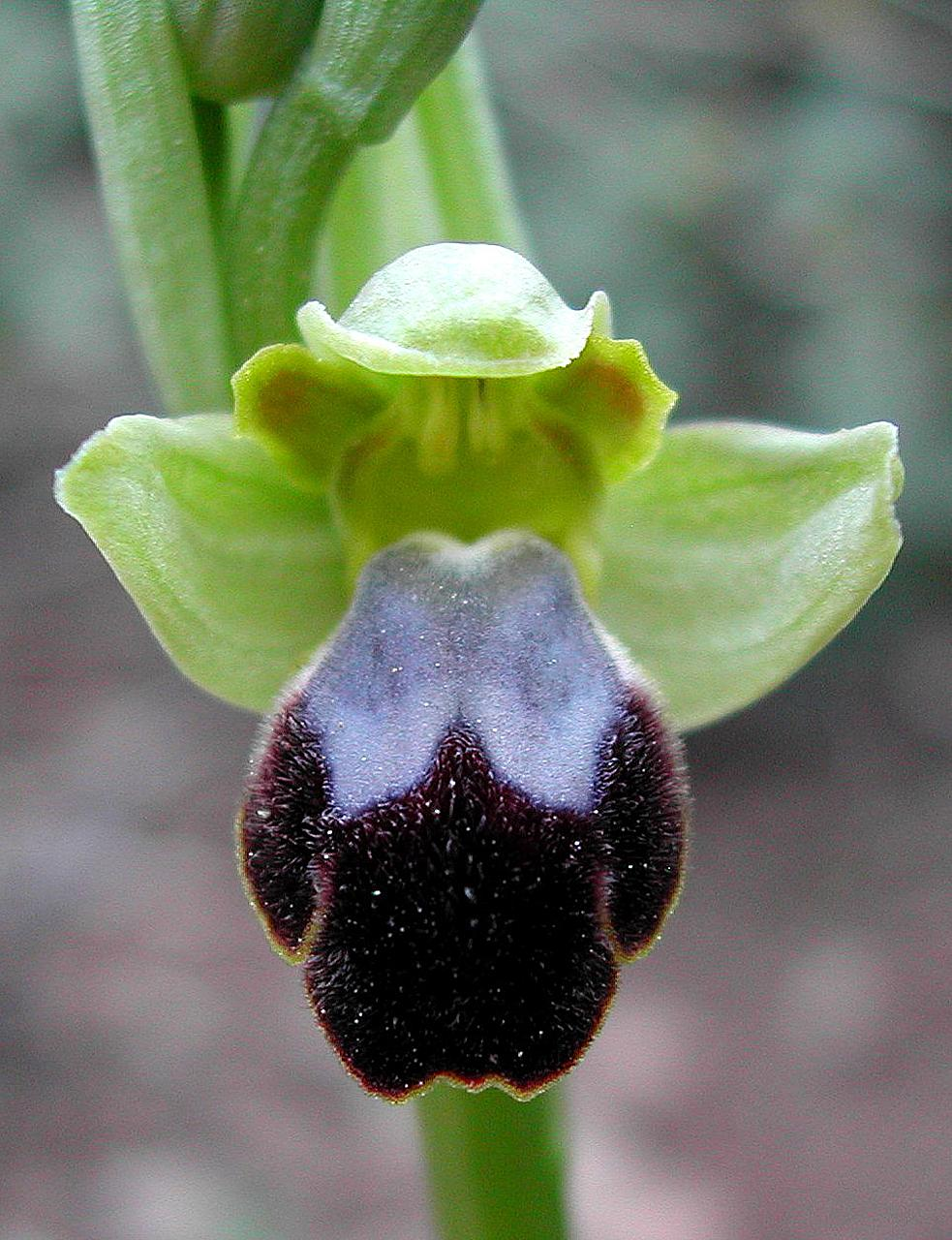
Detail bloem

### Bloemen
De bloemen zijn tot 2,5 cm groot, met geel- of lichtgroene kelkbladen, waarvan de randen zijn teruggebogen, en het bovenste als een afdakje over het gynostemium gebogen is. De bovenste kroonbladen zijn kleiner, smaller en geel-, bruin- of olijfgroen gekleurd.
De lip is veel groter dan de andere bloembladen, drielobbig, anderhalfmaal zo lang als breed, licht convex, bruin fluweelachtig behaard. De kleine zijlobben liggen dicht tegen de middenlob. De middenlob heeft aan de basis twee opvallende uitstulpingen, waartussen een longitudinale groef tot in het centrale gedeelte loopt, en is aan de top licht V-vormig gespleten. Het speculum bestaat uit twee losse, halvemaanvormige vlekken aan beide kanten van de groef, en is azuurblauw en grijs-violet gekleurd, met een lichtere rand. De lip heeft een smalle gele of witte rand. De stempelholte is lichtgekleurd, soms met bruine streping. Er is geen aanhangsel.
De bloeitijd is van maart tot mei.

## Voortplanting
Ophrys fusca wordt onder andere bestoven door de grote zijdebij (Colletes cunicularius).
Voor details van de voortplanting, zie spiegelorchis.

## Habitat
Ophrys fusca geeft de voorkeur aan kalkrijke, droge tot vochtige bodems op zonnige of halfbeschaduwde plaatsen, zoals kalkgraslanden, garrigues, lichte naaldbossen en ruigtes. In middelgebergte komt de soort voor tot op hoogtes van 1100 m.

## Verspreiding en voorkomen
Ophrys fusca is een soort van het westelijk Middellands Zeegebied, van Tunesië en Algerije tot Portugal en Spanje. Ook op de Balearen Ze is plaatselijk voorkomend en kan abundant zijn.
In Frankrijk zou ze mogelijk voorkomen langs de Middellandse Zeekust van de Pyreneeën tot aan het departement Var, alhoewel dit door verwarring met de zustersoort O. lupercalis zou kunnen verklaard worden.

## Taxonomie
Van de soort O. fusca s.l., zoals oorspronkelijk beschreven door Link in 1799, zijn in de loop der jaren en door verschillende auteurs een tiental afzonderlijke soorten afgescheiden, die in bepaalde kenmerken, bloeiperiode of verspreidingsgebied van elkaar verschillen. Andere taxonomen beschouwen deze soorten als ondersoorten van O. fusca s.l..
Deze soorten worden nog steeds als een aparte groep binnen de sectie Pseudophrys van het geslacht Ophrys gerekend, de groep Ophrys fusca of Ophrys obaesa:
- Ophrys arnoldii Delforge (1999)
- Ophrys bilunulata Risso (1844)
- Ophrys eleonorae Devillers-Terschuren & Devillers (1991)
- Ophrys forestieri (Rchb.f.) Lojacono (1908-1909)
- Ophrys funerea Viviani (1824)
- Ophrys fusca s.s. Link (1799)
- Ophrys lupercalis Devillers-Terschuren & Devillers (1994)
- Ophrys marmorata G. & W.Foelsche (1998)
- Ophrys peraiolae G. & W.Foelsche & O. & M.Gerbaud (2000)
- Ophrys sulcata Devillers-Terschuren & Devillers (1994)
- Ophrys vasconica (O. & E.Danesh) Delforge (1991)
- Ophrys zonata Devillers-Terschuren & Devillers (1994)

## Bedreiging en bescherming
De belangrijkste bedreigingen zijn het verlies van hun habitat (kalkgraslanden) door omzetting naar landbouwgronden, door bemesting en door de natuurlijke successie (evolutie naar bos).